# María Nieves García-Casal
María de las Nieves García Casal (Galicia, España, 1962) es una nutricionista y dietista española que creció y se educó en Venezuela. García-Casal fue la jefa del Centro de Medicina Experimental en Instituto Venezolano de Investigaciones Científicas (IVIC) en Caracas, y presidente de la Sociedad Latinoamericana de Nutrición (SLAN), siendo la primera mujer en presidir la organización.

## Educación y carrera
Se licenció en nutrición y dietética por la Universidad Central de Venezuela en 1985, y en 1991 obtuvo un doctorado en bioquímica en el Instituto Venezolano de Investigaciones Científicas (IVIC). Tras su doctorado tuvo una estancia posdoctoral en la Unidad de Hematología de la Universidad de Kansas, Estados Unidos.
En 1995 aparece en la división de Inmunología y Alergias de la Universidad de Miami, Estados Unidos. Al volver al IVIC se convierte en jefa del equipo de investigación de la Sección de Nutrición del Centro de Medicina Experimental y realiza investigaciones relacionadas con el metabolismo del hierro, la vitamina A y el folato, con programas de fortificación de maíz y trigo, con proyectos en relación con el consumo de algas marinas como fuentes de hierro, al igual que acerca del uso de carotenoides y antioxidantes en la prevención y tratamiento de enfermedades crónicas no transmisibles, con especial énfasis en la diabetes mellitus tipo 2.
Fue la primera dietista nutricionista y la primera mujer en dirigir la Sociedad Latinoamericana de Nutrición (SLAN) entre 2012 y 2015.
A lo largo de su trayectoria García-Casal ha recibido varios premios nacionales e internacionales por sus contribuciones científicas a la salud y la nutrición. Uno de los más destacados fue el premio en 2009 por la Fundación Bengoa, Venezuela, por su investigación en el campo de la prevención y tratamiento de la diabetes tipo II. En 2015 fue reconocida Instituto de Nutrición y Salud Kellogg’s por su trayectoria. El 20 de octubre de 2017 fue incluida como miembro numerario de la Academia Española de Nutrición y Ciencias de la Alimentación.
Actualmente trabaja como científica en la Organización Mundial de la Salud en Ginebra, Suiza.